# Eugenia Roccella
Eugenia Roccella (Bologna, 15 de noviembre de 1953) es una política, funcionaria, autora y periodista italiana.
Hija de Wanda Raheli y Franco Roccella uno de los fundadores del partido Radicales Italianos. Feminista y defensora de 
batallas feministas se alinea a favor del aborto y contra la violencia de género.
Perteneció al El Pueblo de la Libertad y al partido Nueva Centroderecha.
Fue subsecretaria de Ministero de Salud de Italia, Diputada, actual vicepresidenta de la Comisión de Asuntos Sociales.

## Libros
- 1975. Aborto: facciamolo da noi, Napoleone Editore.

- 1992. Acqua, sapone, e..., Idea libri.

- 1998. La letteratura rosa, Editori Riuniti.

- 2001. Tras el feminismo.

- 2005. Contro il cristianesimo. L'ONU e l'Unione Europea come nuova ideologia, con Lucetta Scaraffia, Piemme.

- 2006. La favola dell'aborto facile. Miti e realtà della pillola RU 486, avec Assuntina Morresi. Franco Angeli editore.

- 2008. Contra el cristianismo